# بول شويفر
بول شويفر (بالألمانية: Paul Schweifer)‏ (30 مارس 1914 – 21 نوفمبر 1941) هو ملاكم نمساوي راحل، مثّل بلاده في الألعاب الأولمبية الصيفية 1936.

## روابط خارجية
بول شويفر على موقع أوليمبيديا (الإنجليزية)